# He's All I've Got
He's All I've Got es el cuarto álbum de estudio del grupo vocal femenino estadounidense Love Unlimited, producido por el cantante y compositor estadounidense Barry White y lanzado en 1977 por el recién creado sello del mismo White, Unlimited Gold Records. Se trata del último álbum grabado por Love Unlimited con 20th Century Records, a fines de 1976, momento en el cual la relación de White con la discográfica empazaba a declinar. Debido al menor éxito de los álbumes recientes de White, el sello deliberadamente dio poca promoción al nuevo álbum de Love Unlimited y se negó a publicarlo, tachándolo de no comercial, por lo que White tuvo que asumir los costos de producción y de marketing para poder lanzarlo. A pesar de esto, y debido también a la baja promoción, éste no tuvo el éxito esperado.  

## Listado de canciones
| Side one |                                              |          |  |
| N.º      | Título                                       | Duración |  |
| 1.       | «I Did It for Love» (L. Laurie, T. Etlinger) | 4:59     |  |
| 2.       | «Never, Never Say Goodbye» (B. White)        | 5:38     |  |
| 3.       | «Whisper You Love Me» (B. White)             | 5:15     |  |
| 4.       | «He's Mine» (B. White)                       | 3:34     |  |

| Side two |                                                    |          |  |
| N.º      | Título                                             | Duración |  |
| 1.       | «I Can't Let Him Down» (B. White)                  | 3:27     |  |
| 2.       | «I Guess I'm Just Another Girl in Love» (B. White) | 5:11     |  |
| 3.       | «He's All I've Got» (B. White)                     | 7:23     |  |

## Personal
- Arreglos: Gene Page, Barry White
- Ingeniero de sonido: Frank Kejmar
- Productor: Barry White
- Diseño álbum: Len Freas

- Datos: Q16976945